# Long delayed echo
Long delayed echo lub LDE (echo o dużym opóźnieniu) jest echem fal radiowych, które wracają do nadawcy kilka sekund po transmisji. Opóźnienie dłuższe niż 2,7 sekundy uważane jest za LDE.

## Historia
Echo to po raz pierwszy zaobserwowane zostało w roku 1927 przez inżyniera radiotechnika Jorgena Halsa w czasie jego pracy niedaleko Oslo w Norwegii. Hals zaobserwował niespodziewane drugie echo radiowe ze znacznym opóźnieniem po zakończeniu podstawowego echa.
Nie mogąc zrozumieć tego fenomenu, Hals w liście napisanym do norweskiego fizyka Carla Størmera poprosił go o pomoc.
Do obu naukowców dołączył kolejny fizyk Balthasar van der Pol. Wszyscy przez kilka lat badali to zjawisko, ale nie zdołali znaleźć wytłumaczenia. Powodem było to, że czas opóźnienia echa zmienia się dramatycznie. Jednym z ustaleń było to, że jeśli echo jest odbiciem od jakiegoś regionu atmosfery ziemskiej lub od jakiegoś ciała w kosmosie (na przykład Księżyca) czas opóźnienia echa byłby przewidywalny

## Teorie
Przyczyną zjawiska jest najprawdopodobniej jonosfera. Najbardziej popularną obiegową teorią jest to, że sygnały radiowe wielokrotnie obiegają Ziemię wewnątrz falowodu, jaki musiałyby tworzyć „chwilowe” konfiguracje warstw o tej samej gęstości elektronowej na różnych wysokościach ponad powierzchnią. Fala taka po opuszczeniu tego obszaru może zostać zarejestrowana z bardzo dużym opóźnieniem przez detektor naziemny. Potwierdzeniem tego mogą być uzyskiwane wielokrotne obrazy całej warstwy jonosferycznej, a nie jedynie sygnału o określonej częstotliwości.
Stosunkowo łatwo negatywnie weryfikowalne są hipotezy wielokrotnego odbicia fal radiowych od powierzchni Księżyca, gdyż w tym przypadku opóźnienie sygnału można wyznaczyć jako wielokrotność odległości od naturalnego satelity (np. podwójne odbicie EME (EMEME) – sygnał odbity od Księżyca zostałby odbity potem od Ziemi i jeszcze raz od Księżyca, a następnie zarejestrowany na powierzchni Ziemi).
Nieliczna grupa wierzy, że sygnały LDE to transmisja pochodząca z sondy Bracewella, wytworu „obcych” próbujących porozumieć się z nami poprzez odbijanie naszych własnych sygnałów.